# Polygénisme

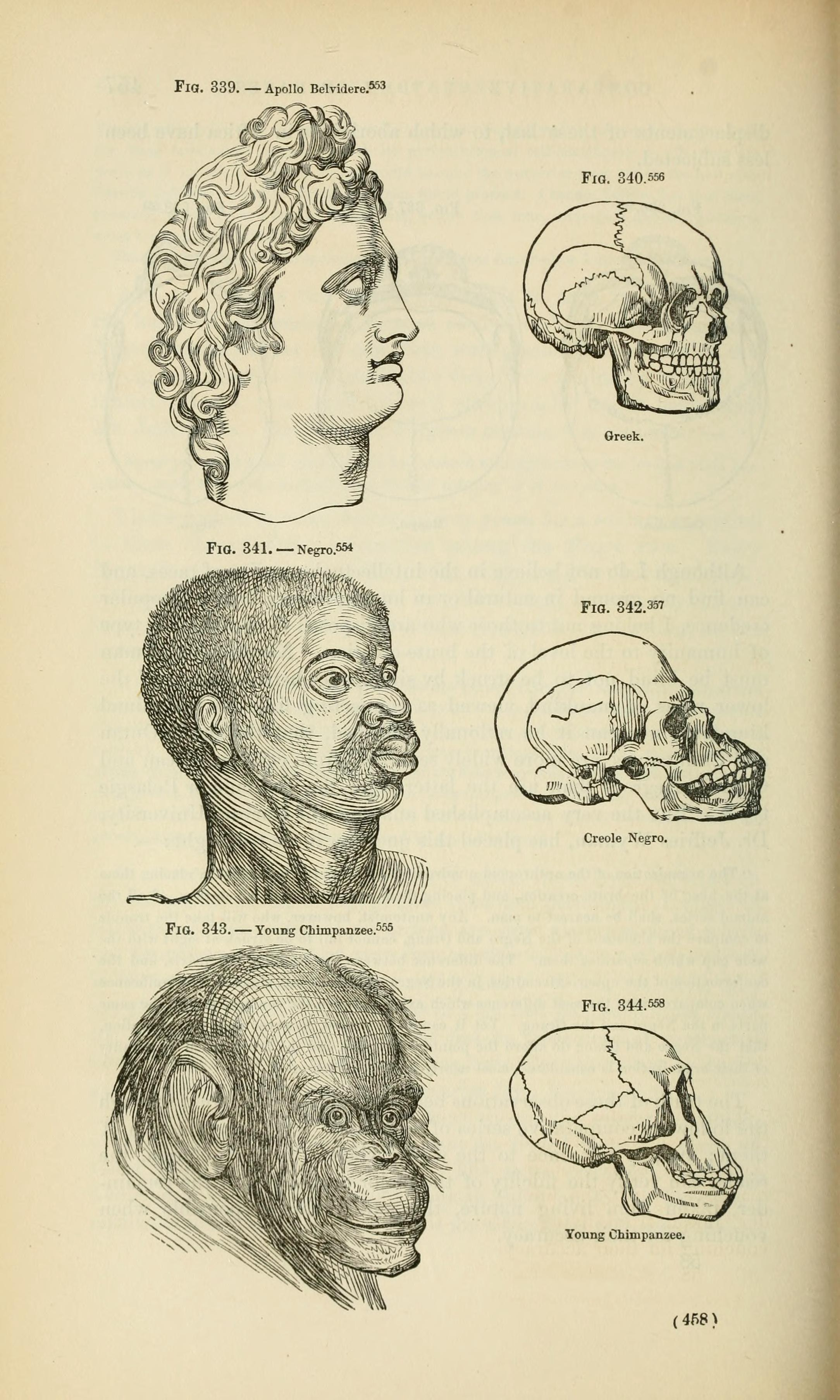
Differences entre les formes de crânes d’un individu caucasien, d’un individu noir et d’un chimpanzé (gravure de 1868 ; le crâne au centre est volontairement fautif).

Le polygénisme était une théorie qui prétendait que l'humanité était en fait divisée en espèces ou en races d'origines différentes. Il s'opposait au monogénisme, théorie défendue notamment par l'Église catholique et selon laquelle un seul couple est à l'origine de l'espèce humaine (voir notamment Adam et Ève).
Attention à certains risques de confusion sémantique : on qualifie aussi de polygénique une maladie ou un état particulier impliquant plusieurs gènes.

## Le polygénisme «philosophique»
Le polygénisme est annoncé dès le XVIIe siècle par la théorie préadamite d'Isaac La Peyrère.
Il est défendu au XVIIIe siècle par des philosophes des Lumières comme Voltaire pour s'opposer à l'Église catholique et au récit biblique dans lequel la terre est peuplée par les descendants d'Adam :
« Il me semble alors que je suis assez bien fondé à croire qu’il en est des hommes comme des arbres ; que les poiriers, les sapins, les chênes et les abricotiers, ne viennent point d’un même arbre, et que les blancs barbus, les nègres portant laine, les jaunes portant crins, et les hommes sans barbe, ne viennent pas du même homme. » (Voltaire. 1734. Traité de Métaphysique, chap. 1 : « Des différentes espèces d'hommes »).
« Il n’est permis qu’à un aveugle de douter que les blancs, les nègres, les albinos, les Hottentots, les Chinois, les Américains, soient des races entièrement différentes. » (Voltaire. Introduction de l’Essai sur les mœurs et l’esprit des nations).
Certains historiens ont suggéré que le soutien de Voltaire au polygénisme était dû à ses investissements financiers dans les entreprises coloniales françaises, notamment la Compagnie française des Indes.

## Le polygénisme «scientifique»
Le chirurgien de marine John Atkins (1685-1757) inaugure le polygénisme scientifique : il se dit convaincu que les « races » blanches et noires descendent à l'origine de premiers parents de couleurs différentes.
Le polygénisme se développe en France au XIXe siècle avec Jean-Baptiste Bory de Saint-Vincent, Louis-Antoine Desmoulins (1796-1828) élève de Georges Cuvier et Julien-Joseph Virey.
En 1858, Georges Pouchet publie De la pluralité des races humaines.

## Darwin et le monocentrisme
Darwin est sans ambiguïté monocentriste, pour lui, toutes les « races » ont une origine commune.
« La question de savoir si l'humanité se compose d'une ou de plusieurs espèces a ces dernières années été beaucoup discutée par les anthropologues, qui se sont répartis entre deux écoles le monogénisme et le polygénisme. Ceux qui n'admettent pas le principe de l'évolution doivent considérer les espèces comme des créations distinctes, ou en quelque sorte comme des entités distinctes, et ils doivent décider quels sont les types d’hommes qu'ils considèrent comme des espèces par l'analogie avec la méthode généralement appliquée pour classer les êtres organiques en espèces.
(...)
Les naturalistes, d'autre part, qui admettent le principe de l'évolution, et cela est maintenant admis par la majorité des hommes de progrès, n’hésiteront pas à considérer que toutes les races humaines sont les descendants d'un stock unique primitif ; Ils peuvent ou non croire bon de désigner les races comme des espèces distinctes, afin d'exprimer leur différence. »
Darwin C.. 1871. La descendance de l'Homme : chapitre 7, On the races of Man
Le polygénisme se trouve au fondement des théories racistes du XIXe siècle et du XXe siècle.
La mise en évidence de la faible diversité génétique des populations actuelles[réf. souhaitée], signe d'un ancêtre commun récent, a conforté la thèse opposée du monogénisme devenu largement dominant,.